# محمد بن وصيف
محمد بن وصيف (تُوفي عام 909 م) كان شاعرًا وكاتبًا إيرانيًا ازدهر في القرن التاسع في خدمة الدولة الصفارية في سيستان. يُعتبر مؤلف أحد أقدم الأعمال الشعرية في اللغة الفارسية الجديدة المبكرة وفقًا لقواعد العروض الشعرية العربية.
وقد وردت أجزاء من أربع قصائد لوصيف، في كتاب تاريخ سيستان. إن مؤلف تاريخ سيستان مجهول، ويذكر هذا المؤلف أن القصائد الأولى التي كتبها وصيف في حوالي زمن يعقوب بن الليث الصفار (حكم. 861–879) زامنت فتح هرات في عام 867 أو قتله للخارجي عمار قبل عامين في عام 865. وبحسب المؤلف نفسه، فقد كتب محمد بن وصيف القصيدة لأن يعقوب لم يستطع فهم المديح الذي وجهه إليه شعراء بلاطه باللغة العربية، فأراد شعرًا بلغته.
وقد استمرت مسيرة وصيف لأكثر من خمسين عامًا، حيث يذكر الجزء الأخير من كتاب تاريخ سيستان أسر حفيدي عمرو بن الليث (حكم. 879–901): طاهر ويعقوب في 908/9.
تُوفي محمد بن وصيف سنة 909م.